# R (singel Rosé)
R (zapis sytylizowany: -R-) – debiutancki singel południowokoreańsko-nowozelandzkiej piosenkarki Rosé, która jest również znana jako członkini girlsbandu Blackpink. Został wydany 12 marca 2021 przez YG i Interscope.
Wersja fizyczna zadebiutowała na drugim miejscu na liście Gaon Album Chart i został najlepiej sprzedającym się albumem solistki w historii listy. R ustanowił również rekord największej sprzedaży w pierwszym tygodniu koreańskiej solistki, sprzedając 448 089 egzemplarzy. W maju 2021 roku płyta uzyskała status platynowej za sprzedaż 250 000 egzemplarzy.
„On the Ground" został wydany jako główny singel tego samego dnia, w którym ukazał się album. Singel osiągnął 70 pozycje na US Billboard Hot 100, stając się najwyżej notowaną piosenką koreańskiej solistki w USA. Piosenka również zadebiutowała i zajęła pierwsze miejsce zarówno na Global 200, jak i Global Excl. amerykańskiej listy przebojów, stając się pierwszą piosenką koreańskiego artysty solowego, która to zrobiła w historii list. Teledysk do „Gone” został wydany 5 kwietnia 2021 roku.

## Tło
2 czerwca 2020 roku ogłoszono, że Rosé zadebiutuje solo w 2020 roku, po wydaniu pierwszego pełnego albumu przez Blackpink. 30 grudnia 2020 roku w wywiadzie dla południowokoreańskiego serwisu Osen Rosé ujawniła, że zdjęcia do jej debiutanckiego teledysku rozpoczną się w połowie stycznia 2021 roku. 25 stycznia 2021 r. na oficjalny kanał Blackpink na YouTube został przesłany zwiastun zatytułowany „Coming Soon”, w którym Rosé śpiewa fragment nieznanego utworu. Wytwórnia YG Entertainment ujawniła, że zakończyła wszystkie zdjęcia do teledysku głównego utworu z jej solowego albumu w połowie stycznia.
Wkrótce potem ogłoszono, że Rosé zaprezentuje utwór przedstawiony w zwiastunie, nazwany „Gone” 31 stycznia 2021 roku na pierwszym wirtualnym koncercie Blackpink. 2 marca 2021 roku oficjalnie ogłoszono, że 12 marca Rosé zadebiutuje ze swoim długo wyczekiwanym solowym projektem, co czyni ją drugą członkinią Blackpink, która wydała solowy utwór od czasu „Solo” Jennie w listopadzie 2018 roku. Następnego dnia na nowym plakacie promującym po raz pierwszy pojawiła się nazwa głównego singla „On the Ground”. Pierwszy teaser teledysku do „On The Ground” został wydany 7 marca. 8 marca YG ujawnił listę utworów na albumie, która potwierdziła, że Rosé po raz pierwszy napisała teksty do obu utworów. 9 marca ukazał się drugi teaser teledysku do tytułowego utworu.

## Sprzedaż
Debiutancki singel Rosé przekroczył 400 000 zamówień w przedsprzedaży w ciągu czterech dni, co czyni go najlepiej sprzedającym się singlem koreańskiej artystki solowej. Do 15 marca R przekroczył pół miliona zamówień w przedsprzedaży. 17 marca ogłoszono, że album pobił rekord sprzedaży w pierwszym tygodniu na Hanteo wśród solowych artystek, sprzedając 280 000 egzemplarzy w zaledwie jeden dzień po jego fizycznej premierze. W Chinach album również odniósł sukces, po osiągnięciu 1 000 000 cyfrowych pobrań po dwóch dniach od premiery. R osiągnął pierwsze miejsce na liście sprzedaży albumów cyfrowych QQ Music, największej chińskiej usługi strumieniowej. Ponadto singel zajął pierwsze miejsce w innych głównych serwisach muzycznych w Chinach, takich jak Kugou Music i Kuwo Music.
R ustanowił również rekord największej sprzedaży w pierwszym tygodniu koreańskiej solistki, sprzedając się w ilości 448 089 egzemplarzy. Wersja fizyczna zadebiutowała na drugim miejscu na liście Gaon Album Chart. W maju 2021 roku R otrzymał platynę od Korea Music Content Association (KMCA) za sprzedaż ponad 250 tys. egzemplarzy.

## Lista utworów
| R  | R               | R                                                                     | R                                     | R       |
| Nr | Tytuł utworu    | Tekst                                                                 | Kompozycja                            | Długość |
| -- | --------------- | --------------------------------------------------------------------- | ------------------------------------- | ------- |
| 1. | „On the Ground” | Amy Allen, Jon Bellion, Jorgen Odegard, Raúl Cubina, Teddy Park, Rosé | Bellion, Ojivolta, Odegard, Teddy, 24 | 2:48    |
| 2. | „Gone”          | Brian Lee, J. Lauryn, Teddy, Rosé                                     | 24, Brian Lee                         | 3:27    |

| R – CD | R – CD                         | R – CD                                                               | R – CD                                | R – CD  |
| Nr     | Tytuł utworu                   | Tekst                                                                | Kompozycja                            | Długość |
| ------ | ------------------------------ | -------------------------------------------------------------------- | ------------------------------------- | ------- |
| 1.     | „On the Ground”                | Amy Allen, Jon Bellion, Jorgen Odegard, Raúl Cubina,Teddy Park, Rosé | Bellion, Ojivolta, Odegard, Teddy, 24 | 2:48    |
| 2.     | „Gone”                         | Brian Lee, J. Lauryn, Teddy, Rosé                                    | 24, Brian Lee                         | 3:27    |
| 3.     | „On the Ground (Instrumental)” | Allen, Bellion, Odegard, Cubina,Teddy, Rosé                          | Bellion, Ojivolta, Odegard, Teddy, 24 | 2:48    |
| 4.     | „Gone (Instrumental)”          | Lee, Lauryn, Teddy, Rosé                                             | 24, Lee                               | 3:27    |

## Notowania
| Lista                     | Pozycja |
| ------------------------- | ------- |
| Gaon Weekly Albums Chart  | 2       |
| Gaon Monthly Albums Chart | 3       |